# Hapsidopareiontidae
Hapsidopareiontidae es un grupo extinto de lepospóndilos que vivieron a comienzos del período Pérmico, en lo que hoy son los Estados Unidos. Está representado por los géneros Hapsidopareion, Llistrofus, Saxonerpeton y Ricnodon.
Los hapsidopareióntidos se caracterizan por una gran ensenada temporal cerca a la región de la mejilla en la cual el hueso cuadratoyugal se reduce considerablemente o está ausente. Los miembros de Ostodolepidae, otra familia de microsaurios, también poseen ensenadas temporales, pero no es tan extensa como la de los hapsidopareióntidos, la cual se extiende en la bóveda craneal. En los hapsidopareióntidos, esta ensenada puede haber provisto espacio para una musculatura abductora mandibular agrandada, aunque ciertos rasgos del cráneo no apoyan esta idea. Tanto Hapsidopareion como Llistrofus poseen esta ensenada, pero en Saxonerpeton, la región temporal está completa. La carencia de esta ensenada temporal puede excluir a Saxonerpeton de Hapsidopareiontidae; Bolt y Rieppel (2009) consideraron que Hapsidopareiontidae incluye solo a Hapsidopareion y a Llistrofus debido a esto.